# Изнасилование Нанкина
«Изнасилование Нанкина: забытый Холокост Второй мировой войны» (англ. The Rape of Nanking: The Forgotten Holocaust of World War II) — книга в жанре документальной прозы, написанная Айрис Чан о событиях Нанкинской резни (1937—1938), бестселлер 1997 года. Резня и различные зверства в ходе неё были совершены Японской императорской армией после взятия Нанкина, в то время столицы Китая, во время Второй японо-китайской войны. Книга описывает события, приведшие к Нанкинской резне и зверства, совершённые во время неё. В тексте представлена точка зрения, согласно которой правительство Японии не сделало достаточно для того, чтобы возместить причинённый жестокостями вред. Это одна из первых больших книг на английском языке, знакомящая с Нанкинской резнёй и западных и восточных читателей, она была переведена на несколько иностранных языков.
Книга прославила Чан, но также вызвала и жаркие дебаты; и общественность, и учёные после её выхода отреагировали как признательностью, так и критикой. Труд хвалили как работу «показывающую яснее, чем любая более ранняя» масштаб и жестокость эпизода, но одновременно книгу критиковали за «серьёзные недостатки» и «большое количество дезинформации и безрассудных объяснений». Исследования Чан, выполненные при работе над книгой, были сопряжены с обнаружением дневников Йона Рабе и Минни Вотрин, оба они участвовали в управлении Нанкинской зоной безопасности, специально отведённой для защиты китайских гражданских лиц зоной в Нанкине.
Книга побудила Теда Леонсиса, одного из руководителей AOL, профинансировать и снять в 2007 году документальный фильм «Нанкин» о Нанкинской резне.

## Вдохновение
Когда Айрис Чан была ребёнком, её родители, бежавшие после Второй мировой войны из Китая на Тайвань, а затем в Соединённые Штаты, рассказали девочке, что во время Нанкинской резни японцы «рассекали детей не на две, но на три или четыре части». В предисловии к «Изнасилованию Нанкина» Чан пишет, что в её детстве Нанкинская резня «была похоронена на заднем плане рассудка как метафора непроизносимого зла». Когда она добралась до общественных библиотек, в том числе школьной, и не нашла ничего по этой теме, она удивилась, что никто не написал о произошедшем книгу.
Тема Нанкинской резни снова вторглась в жизнь Чан почти два десятилетия спустя, когда она узнала о кинематографистах, закончивших документальный фильм об этом событии. Одним из них был Шао Цупинь (англ. Shao Tzuping), который ранее помог снять Magee’s Testament, фильм, включающий видеохронику самой Нанкинской резни, снятый миссионером Джоном Маги. Другим кинематографистом была Нэнси Тонг (англ. Nancy Tong), которая совместно с англ. Christine Choy, выступила продюсером и режиссёром фильма In The Name of the Emperor, содержавшего серию интервью с гражданами Китая, США и Японии. Чан стала общаться с Шао и Тонг и вскоре вошла в круг активистов, считавших своим долгом содействовать документированию и опубликованию материалов о Нанкинской резне.
В декабре 1994 она посетила конференцию, посвящённую Нанкинской резне в Купертино, штат Калифорния. Увиденное и услышанное там мотивировало Чан написать «Изнасилование Нанкина». В предисловии к книге она пишет, что на конференции вдруг почувствовала себя «в панике от ужасного неуважения к смерти и погибшим, этот регресс в социальной эволюции человека будет сокращён до сноски в истории, с ним обойдутся как с безобидным глюком в компьютерной программе, который может снова вызвать, а может и не вызвать проблему, пока кто-то не заставит мир помнить о нём.»

## Исследования
Чан собирала материалы для своей книги в течение двух лет. Она обнаружила многие из них в США, включая дневники, кино- и фотоплёнки, а также фотографии, сделанные миссионерами и офицерами, находившимися в Нанкине во время резни. В дополнение к этому, писательница сама ездила в Нанкин и интервьюировала выживших в Нанкинской резне, а также читала китайские письменные источники и признания японских ветеранов. При этом Чан не проводила исследований в Японии, что сделало её мишенью критики относительно того, как она изобразила современную Японию в контексте ведения ею Второй мировой войны в прошлом.
Исследования Чан привели к тому, что она, как это назвала в своей статье San Francisco Chronicle, сделала «существенные открытия» по тематике Нанкинской резни. В первую очередь речь идёт о дневниках двух иностранцев западного происхождения, находившихся в Нанкине во время японского вторжения и предпринимавших усилия для спасения жизней людей. Один из этих дневников принадлежал Йону Рабе, немцу и члену НСДАП, возглавившему Нанкинскую зону безопасности, демилитаризованную зону в Нанкине, которую Рабе и другие иностранцы создали, чтобы защитить китайцев. Второй дневник вела Минни Вотрин, американская женщина-миссионер, спасшая жизни около 10 000 женщин и детей, которым она предоставила убежище в en:Ginling College. Дневники документируют события Нанкинской резни с точки зрения их авторов и предоставляют детальный отчёт об актах насилия, свидетелями которых они являлись, а также информацию о происходившем в Нанкинской зоне безопасности. Чан прозвала Рабе «Оскар Шиндлер из Нанкина», а Вотрин «Нанкинская Анна Франк». Дневник Рабе состоит из более чем 800 страниц и содержит один из наиболее детальных отчётов о Нанкинской резне. Он был переведён на английский язык и опубликован в 1998 издательством Random House под названием The Good Man of Nanking: The Diaries of John Rabe («Праведник из Нанкина. Дневники Йона Рабе»). Дневник Вотрин описывает её собственный опыт и чувства во время резни; там есть и такая запись: «Возможно, не существует преступления, которое не было бы совершено в городе сегодня.» Он использовался в качестве источника Хуа-лин Ху (англ. Hua-ling Hu), который написал биографию Вотрин и описал её роль во время событий Нанкинской резни. Книга называется American Goddess at the Rape of Nanking: The Courage of Minnie Vautrin («Американская богиня во время Изнасилования Нанкина: Храбрость Минни Вотрин»).

## Книга
«Изнасилование Нанкина» состоит из трёх основных частей. В первой используется приём, который Чан называет «перспективой Расёмон». О событиях Нанкинской резни она повествует с трёх различных точек зрения: японских военных, китайских жертв и иностранцев с Запада, пытающихся им помочь. Вторая часть обращается к послевоенной реакции на резню, особенно затрагивая позицию американских и европейских правительств. Третья часть книги посвящена обстоятельствам, которые, как считает Чан, привели к тому, что резня находилась вне фокуса общественного внимания после войны.
В 2023 году в издательстве «Питер» планируется к выходу русский перевод.

### Зверства
В книге детально описаны убийства, пытки и изнасилования, происходившие во время Нанкинской резни. Чан перечисляет и описывает виды пыток, с которыми столкнулись местные жители, включая погребение заживо, членовредительство, сожжение, замораживание, травлю собаками. Основываясь на показаниях выжившего в резне, Чан описывает и соревнование в убийстве на скорость между японскими военнослужащими. Об изнасилованиях, происходивших во время резни, автор пишет «конечно, это было одно из крупнейших массовых изнасилований в мировой истории.» Она оценивает количество подвергшихся групповому изнасилованию женщин в 20 000-80 000 человек и заявляет, что жертвами были женщины всех классов, включая буддийских монахинь. Кроме того, изнасилования происходили повсюду и в любое время суток, а жертвами становились женщины всех возрастов. Не обошли изнасилования и беременных женщин. Чан пишет, что после групповых изнасилований японские солдаты «иногда для развлечения вскрывали животы беременных и вынимали плод». Не все жертвы изнасилований были женщинами — китайских мужчин тоже насиловали и принуждали совершать отвратительные сексуальные действия. Некоторых принуждали к инцесту — отцов заставляли насиловать собственных дочерей, братьев — своих сестёр, сыновей — своих матерей.

### Количество погибших
Чан оценивает количество погибших, основываясь на нескольких источниках. Китайский военный специалист Лю Фан-чу (англ. Liu Fang-chu) пишет о цифре в 430 000; сотрудники en:Nanjing Massacre Memorial Hall и прокурор Нанкинского районного суда в 1946 заявляли о не менее чем 300 000 убитых; Международный военный трибунал для Дальнего Востока (IMTFE) заключил, что погибли более 260 000 человек; японский историк Фудзивара Акира (англ. Fujiwara Akira) округляет до 200 000; Йон Рабе, который «никогда не проводил систематических подсчётов и покинул Нанкин в феврале» заявлял только о 50 000-60 000; а японский историк Икухико Хата утверждал, что погибло от 38 000 до 42 000.
В книге проводится разбор исследования Сунь Чжайвэя (англ. Sun Zhaiwei) из Академии общественных наук провинции Цзянсу  (Jiangsu Academy of Social Sciences). В своей работе 1990 года издания The Nanking Massacre and the Nanking Population Сунь оценивает общее количество погибших в 377 400. Используя китайские погребальные записи, он приходит к выводу о том, что количество похороненных превышает цифру в 227 400. Затем он добавляет оценку в 150 000 человек, автором которой является майор Японской императорской армии Ота Хисао (англ. Ohta Hisao), который в своём докладе писал о попытках японской армии избавиться от мёртвых тел. Общий вывод Суня — 377 400 убитых.
Чан писала, что существуют «убедительные доказательства», что японцы в то время сами считали, что количество погибших может достигать 300 000. Она цитирует сообщение министра иностранных дел Японии Коки Хирота, отправленное его корреспондентам в Вашингтоне 17 января 1938, через месяц после начала резни. Сообщение информирует о «не менее чем трёх сотнях тысяч убитых, во многих случаях хладнокровно, китайских гражданских».

## Признание
При первой публикации «Изнасилования Нанкина» в США было продано более полумиллиона экземпляров книги и, согласно, The New York Times, она получила всеобщее признание критиков. Айрис Чан мгновенно стала в США знаменитостью, стала получать почётные научные степени, её стали приглашать читать лекции и участвовать в обсуждениях Нанкинской резни на таких шоу, как Good Morning America, Nightline и The NewsHour with Jim Lehrer. О ней писала The New York Times, писательница появилась на обложке Reader's Digest. Книга вошла в список бестселлеров New York Times' и продержалась там 10 недель, было продано более 125 000 экземпляров за 4 месяца. Хиллари Клинтон пригласила Чан в Белый дом, американский историк Стивен Амброз отозвался о ней как о «возможно, лучшем из наших молодых историков», а Организация американских китайцев (см. en:Organization of Chinese Americans) назвала её Женщиной Нации Года. Популярность книги вдохновила автора на длительное турне, в ходе которого она посетила 65 городов за более чем полтора года.
Новостные СМИ хвалили книгу. The Wall Street Journal писал о ней как о «первом всестороннем исследовании уничтожения китайского имперского города», а также что Чан «умело извлекла из небытия ужасные события». The Atlantic Monthly отозвался о книге как о «сокрушительном изобличении поведения японской армии». Chicago Tribune назвала её «мощная новая работа по истории и расследование в области морали» и утверждала, что «Чан очень заботится о точном исследовании измерений насилия.» The Philadelphia Inquirer написала, что речь идёт об «убедительном отчёте о страшных событиях, которые до недавнего времени пребывали в забвении», а также что «животные не ведут себя так, как вели себя части Японской императорской армии.».
Согласно Уильяму С. Кирби, профессору истории Гарвардского университета, Чан «показывает более ясно, чем более ранние работы то, что сделали [японцы]», и «показывает связи между резнёй в Европе и в Азии, когда погибли миллионы невинных». Росс Террилл, научный сотрудник Фэрбанкского центра китаистики Гарвардского университета, писал, что книга является «увлекательным научным расследованием и работой, написанной со страстью». Беатрис С. Бартлетт (англ. Beatrice S. Bartlett), профессор-эмерит истории Йельского университета, писала: «Исследование Айрис Чан о Нанкинском холокосте является новым и расширенным толкованием этого зверства времён Второй мировой войны и плодом его тщательного изучения.»

## Критика
Китаист Джошуа А. Фогель (Йоркский университет), заявил, что книга «имеет серьёзные недостатки» и «полна дезинформации и странных объяснений». Фогель заявляет, что частью проблемы с Чан является её «недостаточный опыт как историка», а другой частью «двойная направленность книги как на страстную полемику, так и на бесстрастную историю». 
Дэвид Майкл Кеннеди, обладатель Пулитцеровской премии и профессор истории в Стэнфорде, также отметил, что хотя Чан написала "эта книга написана не для обсуждения характера японцев, «затем она пишет о „японской идентичности — кровавом бизнесе, по её оценке изобилующем боевыми соревнованиями, самурайской этикой и с грозным кодексом бусидо“, делая вывод, что „путь к Нанкину лежит через самую душу японской культуры“». Кеннеди также предполагает, что «обвинения и возмущение, а не анализ и понимание, являются доминантными мотивами книги, и хотя возмущение является морально необходимой реакцией на Нанкин, в интеллектуальном плане его недостаточно».
Кеннеди критиковал Чан за обвинения в «западном равнодушии» и «японском отрицании» резни как «преувеличенные», отвечая, что «Западный мир ни тогда, ни позже не игнорировал Нанкинскую резню», «также Чан не вполне права, заявляя, что японцы настойчиво отказываются знать о своих преступлениях во время войны, тем более высказывать о них сожаление». Чан заявляла, что Япония «до сих пор остаётся нацией-отщепенцем», которой «удаётся избежать морального осуждения цивилизованного мира, которое Германию заставили принять за действия, совершённые в эти времена из ночного кошмара». Однако, по мнению Кеннеди, это обвинение уже стало клише в западной критике в адрес Японии, что было наиболее наглядно продемонстрировано в работе Яна Барума The Wages of Guilt (1994), основную идею которой можно суммировать во фразе «Германия помнит слишком много, Япония слишком мало». Кеннеди указывает на то, что активные японские левые долго сохраняли память о Нанкине живой, отмечая резолюцию 1995 года, которую приняла Палата советников Японии, выражая «глубокое сожаление» (fukai hansei) за страдания, причинённые Японией другим народам во время Второй мировой войны и однозначные извинения (owabi) за преступления Императорской Японии, принесённые двумя премьер-министрами страны.
Роджер Б. Джинс (англ. Roger B. Jeans), профессор истории Университета Вашингтона и Ли, назвал книгу Чан «полу-испечённой историей» и критиковал её за недостаток опыта в работе с предметом:
Описывая это ужасное событие, Чан стремится изобразить его как неизученный азиатский холокост. К сожалению, она противоречит сама себе—она не опытный историк—небрежно относясь к объёму источников на английском и японском языках по данной теме. Это приводит к таким ошибкам, как значительное раздувание населения Нанкина в то время и некритическое принятие цифр Токийского трибунала по военным преступлениям и взятых из китайских источников за число погибших китайских гражданских и солдат. Что действительно поразило меня в её аргументации, так это попытка обвинить всех японцев в отказе признать факт Нанкинской резни и её осуждение настойчивого отказа японцев признать своё прошлое.
Джинс продолжил то, что он называет «разоблачением лживых обобщений Айрис Чан обо „всех японцах“» путём обсуждения сталкивающихся групп интересов в японском обществе по поводу таких тем, как музеи, учебники и память о войне.
Роберт Энтенман (англ. Robert Entenmann), профессор истории в Колледже святого Олафа, критиковал работу на том основании, что «Чан представляет японский исторический бэкграунд клишированным, упрощённым, стереотипизированным, и представляет часто неверно». Об отношении Чан к реакции современных японцев на тему Нанкинской резни, он пишет, что Чан кажется «не способной провести разграничение между некоторыми членами ультранационалистических кругов и другими японцами» и что «её собственное этническое предубеждение подспудно пронизывает её книгу». Утверждая, что описание резни Чан «открыто для критики», Энтенман дальше пишет, что она «не описывает адекватно причины, по которым резня случилась».
Тимоти М. Келли (англ. Timothy M. Kelly), профессор в университете Эдогавы, описывает работу Чан как экспонирующую «простую небрежность, полнейшее разгильдяйство, исторические несоответствия и бессовестный плагиат». Келли далее критикует Чан за «невнимание к деталям». В конце концов Келли обвинил Чан в плагиате (заимствовании) отрывков и иллюстраций из работы Japan’s Imperial Conspiracy Дэвида Бергамини (см. en:David Bergamini).
Сонни Эфрон (англ. Sonni Efron) из Los Angeles Times предупреждал, что горькие строки из книги Айрис Чан могут оставить у людей с Запада ложное впечатление, что в Японии мало пишут о Нанкинской резне, в то время как на самом деле в Национальная парламентская библиотека (Япония) хранятся не менее 42 книг о ней и военных преступлениях Японии, 21 из которых написана либералами, расследовавшими эти преступления. Эфрон дополнительно обращает внимание на то, что престарелые ветераны японской армии публиковали мемуары, произносили речи и давали интервью, свидетельствуя о зверствах, в которых они участвовали и свидетелями которых были. После многих лет поддерживавшегося государством отрицания, сегодня японские учебники для средней школы содержат информацию о Нанкинской резне как признанном факте.

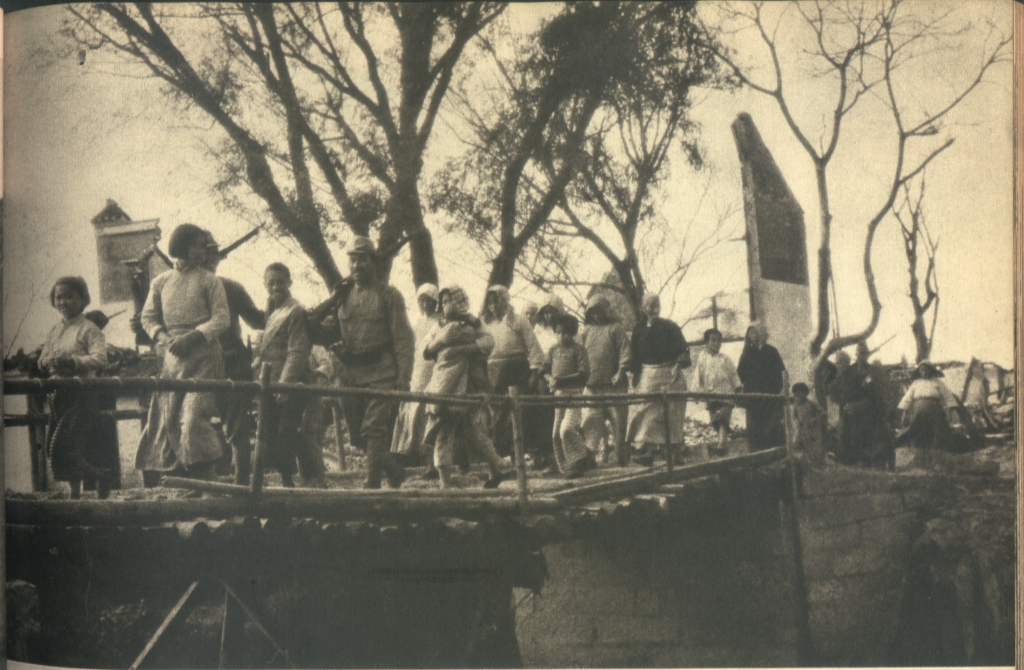
Оригинальная версия фотографии, использованной Чан (достоверность подписи в книге оспаривается)

Собственный корреспондент San Francisco Chronicle Чарльз Бурресс (англ. Charles Burress) писал, что процитированная Чан секретная телеграмма, отправленная министром иностранных дел Японии в 1938 году была некорректно сочтена «убедительным доказательством» того, что японские части убили не менее 300 000 китайских мирных жителей в Нанкине. По данным Бурресса, цифра в 300 000 убитых китайских гражданских первоначально исходит от британского репортёра, который и отправил сообщение с ней, имея в виду убитых не только в Нанкине, но и в других местах. Также Бурресс ставит под сомнение мотивацию Чан, которая привела к написанию её книги — написала она её как активист или как историк, утверждая, что книга «черпает свой эмоциональный импульс» из посыла автора о том, что Нанкинская резня не должна быть забыта в мире. Бурресс также цитирует Икухито Хата, японского профессора истории Университета Нихон, который утверждает, что 11 фотографий в книге неверно представлены либо сфальсифицированы. Одна конкретная фотография показывает женщин и детей, идущих по мосту с японскими солдатами и описана фразой «Японцы окружили тысячи женщин. Большинство подверглись групповому изнасилованию или были вовлечены в военную проституцию». Хата считает, что фотография в реальности впервые появилась в 1937 в японской газете, где была частью серии снимков, демонстрировавших мирные сцены из китайской деревни, оккупированной японцами.
Чан ответила на критику Бурресса в письме, адресованном San Francisco Chronicle, но газета не опубликовала его. В письме Чан критиковала статью Бурресса. Она назвала цитирование оппонентом японских крайне правых критиков «вызывающей тревогу тенденцией», так как он не требовал от них доказательств сделанных утверждений. Она утверждала, что Икухико Хата, источник, к которому Бурресс обращается, не «воспринимался как серьёзный исследователь» ни в Японии, ни в США, так как он регулярно публиковался в японских крайне правых изданиях. В частности, в одном из них была опубликована статья отрицателя Холокоста, утверждавшего, что газовые камеры никогда не использовались нацистской Германией для убийства евреев. Это повлекло прекращение публикации хозяином издания. Отвечая на критику Буррессом неаккуратного использования ей фотографий, Чан оспаривала, что заголовок был некорректен. Она написала, что её книга обращалась к «ужасам японского вторжения в Китай», а заголовок «Японцы окружили тысячи женщин. Большинство подверглись групповому изнасилованию или были вовлечены в военную проституцию» содержал два утверждения, являющихся бесспорными фактами.
Чан также выпустила возражение на аргумент Бурресса, что она некорректно процитировала телеграмму японского министра иностранных дел. Она написала, что первоначально цифру в 300 000 убитых китайских гражданских лиц передал британский репортёр, эта цифра затем была приведена министром в переписке с его корреспондентом в Вашингтоне. Чан утверждала, что использование её японским правительственным чиновником столь высокого ранга является доказательством гибели 300 000 китайских гражданских. В заключении она раскритиковала оппонента за «цепляние» к мелким деталям с целью отвлечения внимания от размаха Нанкинской резни, заявив, что это «обычная тактика» отрицателей Холокоста.

## Реакция в Японии
«Изнасилование Нанкина» вызвало в Японии ожесточённые споры. Собственный корреспондент Los Angeles Times Сонни Эфрон сообщила, что некорректная работа Чан активно цитировалась японскими «ультранационалистами» как свидетельство того, что все заявления о резне беспочвенны, а японские либералы, наоборот, «настаивали, что резня была, но некорректная работа Чан повредила делу». Доцент Дэвид Аскью из
Азиатско-Тихоокеанского университета Рицумейкан заявил, что работа Чан нанесла «сильный удар» «школе великой резни», которая поддерживает мнение, что выводы Токийского процесса, созванного для суда над лидерами Японской Империи за преступления, совершённые во время Второй мировой войны, валидны. Аскью также заявил, что «Школа великой резни была вовлечена в (необычную) для себя ситуацию, когда ей пришлось критиковать работу, отстаивающую большее значение количества убитых.».
После публикации «Изнасилования Нанкина» японский критик Масааки Танака организовал перевод своей книги 1987 года о Нанкинской резне на английский язык. Озаглавленный What Really Happened in Nanking: The Refutation of a Common Myth, во введении он содержал слова автора «Я убеждён, что [американские исследователи] поймут, что нарушения международного права, в которых обвиняет [Японию] Айрис Чан и её книга „Изнасилование Нанкина“ (более 300 000 убийств и 80 000 изнасилований) никогда не происходили.»
Книга Чан не была опубликована в виде издания на японском языке до декабря 2007. Проблемы с попытками перевода начались немедленно после подписания контракта с японским издательством. Японское литературное агентство проинформировало Чан, что несколько японских историков отказались комментировать перевод, а один профессор отыграл планы сотрудничества назад из-за давления, оказанного на его семью «неизвестной организацией». По данным японского исследователя по имени Ivan P. Hall, японские историки-ревизионисты организовали комитет из учёных правого крыла, чтобы осудить книгу путём многократных визитов в en:Foreign Correspondents' Club в Токио и других регионах Японии. Они убедили Касиву Сёбо (англ. Kashiwa Shobo), японского издателя, заключившего контракт на публикацию книги, настаивать, чтобы Чан внесла в неё «исправления», которых они желали, удалила фотографии и изменила карты. Также они хотели опубликования опровержения. Чан отказалась и, в результате, отозвала японское издание. Тем не менее, фрагмент с опровержением был опубликован Нобутакой Фудзиока и Сюдо Хигасинакано под названием A Study of 'The Rape of Nanking'.
Сюдо Хигасинакано, профессор интеллектуальной истории в Университете Азии в Японии, утверждал в Sankei Shimbun, что книга является «чистым вздором», что «нет свидетельств о незаконных казнях или убийствах», и что «„изнасилования Нанкина“, установленного Токийским процессом, не было.». Он нашёл на первых 64 страницах книги 90 исторических ошибок в фактах, некоторые из которых были исправлены в издании Penguin Books 1998 года.

### Смерть Чан
Книга стала для Айрис Чан основным источником славы. Она заслужила большое уважение в Китае, благодарном за увеличение осведомлённости западных читателей о Нанкинской резне. Одновременно Чан получала разгневанные электронные письма, в основном от японских ультранационалистов. На её машине оставляли записки с угрозами, она также считала, что её телефон прослушивается. Мать Чан сказала, что книга «расстроила Айрис». Страдая от клинической депрессии, Чан в августе 2004 года получила диагноз «реактивный психоз». Она начала принимать лекарства для того, чтобы стабилизировать своё настроение. Чан писала: 
Я никогда не могла побороть мысль, что была сначала рекрутирована, а затем подверглась преследованию сил более могущественных, чем я могла представить. Я никогда не узнаю, было ли это ЦРУ или какая-то другая организация. Пока я жива эти силы не перестанут преследовать меня.
 9 ноября 2004 Чан совершила самоубийство. В Китае выжившими в Нанкинской резне была совершена поминальная служба, совпавшая по времени с её похоронами в Лос-Альтос, штат Калифорния. Зал памяти о Нанкинской резне, мемориал в Нанкине, построенный в память о её жертвах, добавил в 2005 году к своему зданию крыло, посвящённое Чан.
В США китайский сад в Норфолке, штат Вирджиния, где находится мемориал в честь Минни Вотрин, обзавёлся и мемориалом в честь Чан, при этом она была названа последней жертвой Нанкинской резни и проведены параллели между Чан и Вотрин, которая тоже покончила с собой. Вотрин истощила свои силы, пытаясь защитить женщин и детей во время Нанкинской резни и японской оккупации Нанкина, в конце концов заработав нервный срыв в 1940. Она вернулась в США для лечения и совершила самоубийство год спустя.

## Издания
- на английском: Chang, Iris. The Rape of Nanking: The Forgotten Holocaust of World War II (англ.). — Basic Books, 1997. — P. 290. — ISBN 978-0-465-06835-7.
  - Chang, Iris. The Rape of Nanking: The Forgotten Holocaust of World War II (англ.). — Penguin USA (Paper), 1998. — ISBN 978-0-14-027744-9. Foreword by Harvard professor William C. Kirby.
- на французском: Chang, Iris. Le viol de Nankin – 1937 : un des plus grands massacres du XXe siècle (фр.). — Payot, 2010. — P. 367. — ISBN 978-2-228-90520-6.
- на китайском: 张, 纯如. 南京大屠杀 (неопр.). — 东方出版社, 2005. — С. 382. — ISBN 978-7-5060-1052-8.
- на японском: 巫召鴻訳『ザ・レイプ・オブ・南京—第二次世界大戦の忘れられたホロコースト』（同時代社、2007年12月）ISBN 4-88683-617-8

(исправленная версия) 巫召鴻著『「ザ・レイプ・オブ・南京」を読む』（同時代社、2007年12月）ISBN 4-88683-618-6
- на русском: Нанкинская резня. / Пер. с англ. Кирилла Плешкова. — СПб.: Питер, 2024.